# Záboří nad Labem
Záboří nad Labem – wieś i gmina w Czechach, w powiecie Kutná Hora, w kraju środkowoczeskim. Według danych z dnia 1 stycznia 2013 liczyła 848 mieszkańców.